# Johnny Mullins
Johnny Lafayette Mullins (* 23. Oktober 1923 bei Cassville, Barry County, Missouri; † 16. September 2009 in Springfield, Missouri) war ein US-amerikanischer Songwriter.

## Leben
Mullins wuchs auf der Farm seiner Eltern auf. Er brachte sich selbst das Gitarrenspiel bei und zog mit Anfang 20 nach Oregon, wo er die nächsten zehn Jahre als Holzfäller verbrachte. Er kehrte 1952 nach Missouri zurück, heiratete, und war von 1957 bis zu seiner Pensionierung 1982 Hausmeister an einer Grundschule in Springfield.
1954 schrieb er für den Countrysänger Porter Wagoner den Titel Company's Comin' , dessen erste Top-10-Platzierung. In der Folge wurden seine Kompositionen von Künstler wie Emmylou Harris, den Wilburn Brothers, Red Foley, Hank Snow, Conway Twitty und Loretta Lynn aufgenommen. Seinen größten Erfolg feierte er 1980, als er für den von Emmylou Harris gesungenen Titel Blue Kentucky Girl als Autor für den Grammy nominiert war. Er unterlag zwar dem Titel You Decorated My Life von Kenny Rogers, Harris gewann mit dem Titel dagegen den Grammy für die beste weibliche Gesangsdarbietung. 1983 erschien eine Biografie unter dem Namen America’s Favorite Janitor: The Life Story of Country Songwriter Johnny Mullins. Am 3. Oktober 1992 sollte Sinéad O’Connor eigentlich bei ihrem Auftritt in der Fernsehshow Saturday Night Live als zweiten Titel Success singen, ein Stück von Mullins. Es kam jedoch zuvor zum Eklat, als sie auf der Bühne ein Bild von Papst Johannes Paul II. zerriss. 2001 wurde er in die Writer’s Hall of Fame von Missouri aufgenommen.
Der an der Alzheimer-Krankheit erkrankte Mullins war seit 2005 in einem Pflegeheim untergebracht.